# Salah Karker
Salah Karker ou Salah Karkar (arabe : صالح كركر), né le 22 octobre 1948 à Bodheur dans le Sahel tunisien et mort le 18 octobre 2012 à Eaubonne en France, est un homme politique tunisien.
Il figure avec Rached Ghannouchi parmi les fondateurs en 1981 du Mouvement de la tendance islamique (MTI), devenu Ennahdha en 1989. Exilé en France, il est assigné à résidence pendant 18 ans à la suite d'un arrêté d'expulsion qui n'est pas mis en œuvre en raison de son statut de réfugié politique.

## Engagement politique
Détenteur d'un diplôme de troisième cycle en économie obtenu à l'université de Tunis et d'un doctorat en statistiques, il figure en 1981 parmi les fondateurs du MTI, que le pouvoir du président Habib Bourguiba réprime rapidement en arrêtant la plupart de ses membres dirigeants : Salah Karker est condamné à dix ans de prison. Libéré en 1984, à la faveur d'une amnistie générale en faveur de tous les prisonniers politiques, il reprend ses activités politiques alors que le MTI devient la principale opposition au régime déclinant.
La répression policière reprend en 1987 et, après plusieurs mois de vie dans la clandestinité, Karker est condamné à mort par contumace ; il décide alors de quitter clandestinement la Tunisie. Exilé d'abord à Londres, il obtient l'asile politique en France en 1988.

## Assignation à résidence
Le 11 octobre 1993, le ministre de l'Intérieur français, Charles Pasqua, signe un ordre d'expulsion en urgence, sur la base d'un soupçon d'appui actif à un mouvement terroriste. À la suite d'un appel interjeté le 6 novembre devant le tribunal administratif de Paris, Karker est débouté le 16 décembre 1994, le tribunal ayant estimé que des renseignements montraient qu'il avait « gardé des liens étroits avec des organisations islamiques qui utilisaient des méthodes violentes », justifiant ainsi la décision ministérielle par la nécessité d'assurer la sécurité publique. De par son statut, Karker ne peut être renvoyé en Tunisie, il est donc assigné à résidence dans l'attente de trouver un pays tiers acceptant de l'accueillir. Il séjourne dans le Finistère, Brest, à Saint-Julien-Chapteuil, à Cayres et enfin à Digne-les-Bains à partir d'octobre 1995. Dans cette dernière ville, il est contraint de se présenter à la police une fois par jour, alors que son épouse Samira et ses six enfants vivent à Eaubonne près de Paris où il s'était installé à son arrivée en France.
En mai 1996, il saisit le tribunal de grande instance de Digne-les-Bains pour contester l'exécution de l'arrêté d'assignation, faisant valoir qu'il est surveillé en permanence par la police, une requête finalement rejetée. Le 8 octobre, il entame une grève de la faim pour réclamer qu'on lui communique les faits qui lui sont reprochés et qu'il soit présenté à la justice, dénonçant le caractère politique des mesures prises à son encontre. Le 29 décembre 1997, le Conseil d'État rejette son recours. Le 3 avril 1998, Karker est condamné par le tribunal de grande instance de Pontoise à six mois de prison avec sursis pour avoir enfreint l'arrêté d'assignation à résidence en passant trois semaines auprès de sa famille. Dans une communication du Comité des droits de l'homme du 30 octobre 2000, ce dernier considère que les faits, qui lui ont été soumis par l'épouse de Karker, ne font apparaître aucune violation des articles du Pacte international relatif aux droits civils et politiques.
Dans la nuit du 15 janvier 2005, il est victime d'un grave accident cérébral dans sa chambre d'hôtel où il est assigné ; les secours ne lui sont portés que six heures plus tard, ce qui lui laisse d'importantes séquelles. Invalide et retiré de la vie publique, son assignation est transférée à Eaubonne où il vit dès lors avec sa famille.
L'assignation à résidence est finalement levée en octobre 2011. Il rentre en Tunisie le 19 juin 2012 et assiste au congrès d'Ennahdha, où il est élu le 17 juillet au sein de son Conseil de la Choura trois mois avant sa mort.